# John Forsythe
John Forsythe (nacido Jacob Lincoln Freund; Penns Grove, Nueva Jersey, 29 de enero de 1918-Santa Ynez, California, 1 de abril de 2010) fue un actor estadounidense que alcanzó una gran popularidad durante la década de 1980 en la serie de televisión Dinastía como Blake Carrington y por ser la voz de Charlie Townsend, el líder de la agencia privada de detectives en Los ángeles de Charlie.

## Primeros años
Nació en Penns Grove, Nueva Jersey, como el mayor de tres hermanos. Se crio en Brooklyn, donde su padre trabajó como un hombre de negocios de Wall Street durante la Gran Depresión de la década de 1930.
Mientras estudiaba en la Universidad de Carolina del Norte en Chapel Hill, a la edad de dieciocho años, obtuvo un trabajo como el anunciador oficial de los Dodgers de Brooklyn, equipo de béisbol del cual era fan.

## Carrera

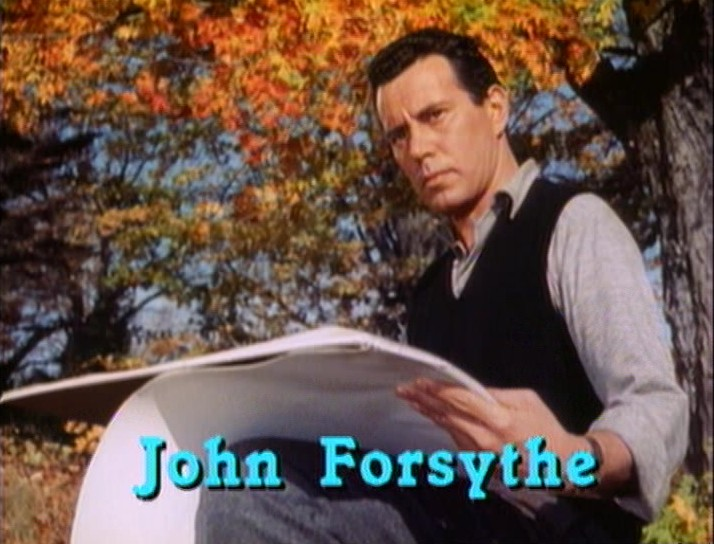
Presentación de John Forsythe en el reclamo de la película de 1955 The Trouble with Harry.

Contratado por Warner Bros., interpretó pequeños papeles en numerosas películas, llegando su papel más destacado con Destination Tokyo (1943). En ese momento dejó aparcada su trayectoria interpretativa para enrolarse en las fuerzas aéreas norteamericanas y combatir en la Segunda Guerra Mundial.
En 1947, se matricula en el Actors Studio, donde coincidió entre otros con Marlon Brando y Julie Harris. Durante esa época actúa en Broadway en las obras Mister Roberts y The Teahouse of the August Moon (1953).
En 1955, es escogido por Alfred Hitchcock para encarnar al protagonista de la película The Trouble with Harry, junto con la joven Shirley MacLaine. Sin embargo, el filme no resultó ser un éxito en taquilla, lo que dificultó nuevas ofertas para Forsythe en la pantalla grande.
Forsythe trabajaría de nuevo para el director inglés en la película de suspense de 1969 Topaz, en la que interpretaría a un agente de la CIA.
Dos años después, Forsythe prueba suerte en la televisión, el medio que, a la larga, le reportaría mayor popularidad. En la comedia de situación de la CBS Bachelor Father, se encarga del personaje principal: Bentley Gregg, abogado playboy que debe ejercer de padre de su sobrina Kelly (Noreen Corcoran) tras la muerte de los progenitores de ella. La serie fue un éxito y se mantuvo cinco años en pantalla.
Tras esa experiencia, Forsythe regresa al cine e interpreta películas que no tendrían demasiada repercusión, como Kitten with a Whip (1964); La mujer X (1966), junto con Lana Turner, o A sangre fría (1967), además de contar con su propio programa de televisión: The John Forsythe Show (1965-1966).
Salta de nuevo a la primera línea a partir de 1976, pero lo que se convierte en mundialmente famoso no es su rostro, sino su voz, al dar vida al personaje de Charlie Townsend, que nunca salió en pantalla, en la serie Los ángeles de Charlie (1976-1981).
Pero, posiblemente, el personaje que mayor popularidad le proporcionó fue el del patriarca Blake Carrington en el serial televisivo Dinastía, que interpretó durante 8 años, de 1981 a 1989, y que le valió 2 Globos de Oro y 3 nominaciones a los Premios Emmy.
En 2002 retomó su papel de Charlie en la versión cinematográfica de la serie de los 70, titulada Los ángeles de Charlie (2000), y en Los ángeles de Charlie: Al límite (2003).

## Vida privada

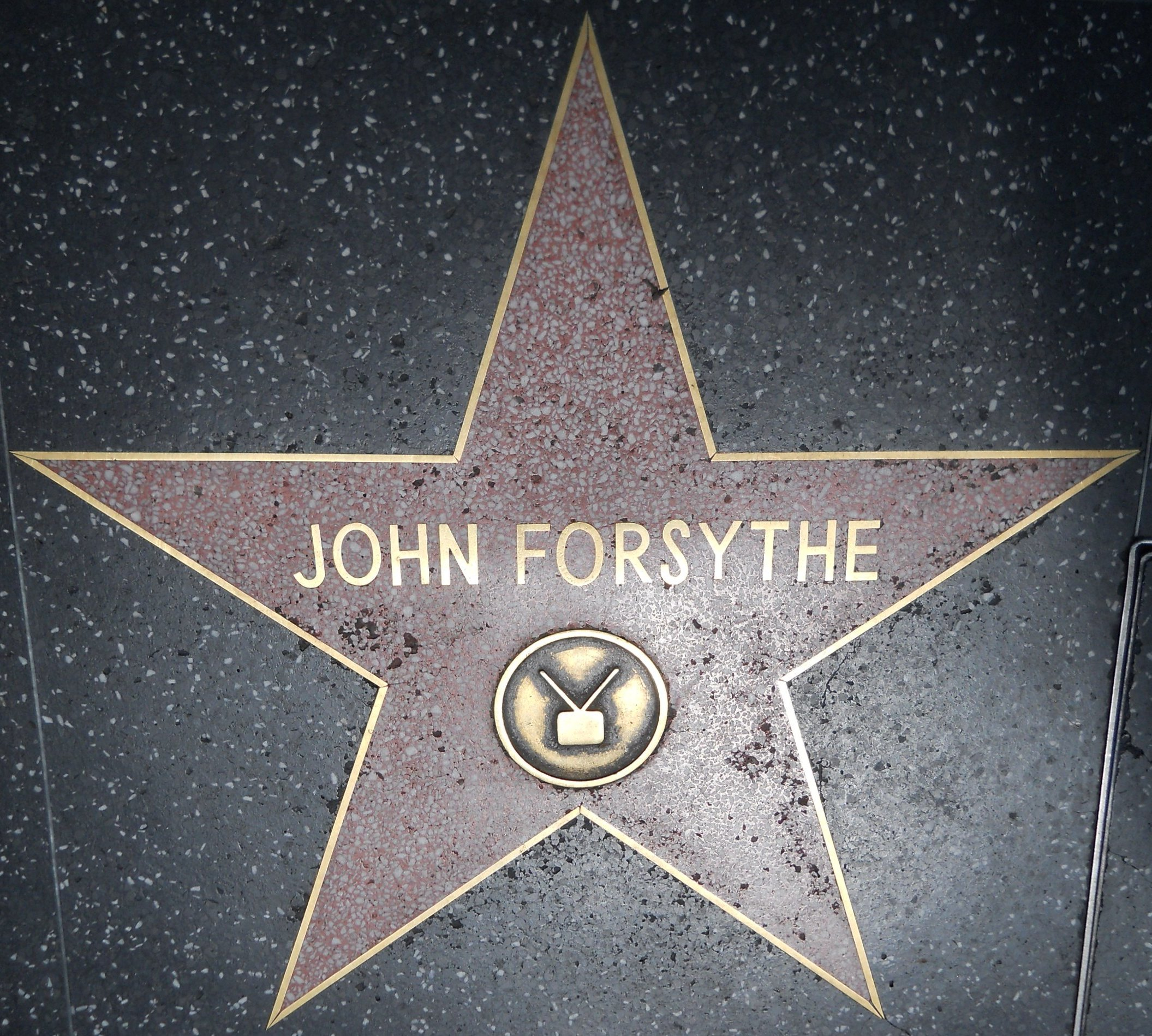
Hollywood Walk of Fame

En 1939, se casó con la actriz Parker McCormick y se divorciaron en 1943, mismo año en el que nació su único hijo: Dall. En 1943 se casó con su compañera de teatro Julie Warren, que más tarde sería una actriz de gran éxito. Fruto de este matrimonio, Forsythe tuvo dos hijas: Page y Brooke.
En 1994, tras cincuenta y un años de casados, su esposa, Julie Warren, murió a la edad de setenta y cuatro años, en su habitación en el hospital, después de Forsythe tomara la decisión de apagar su sistema de soporte vital. Ella permanecía en estado en coma a consecuencia de dificultades respiratorias severas.
En julio de 2002, Forsythe se casó con la empresaria Nicole Carter, con quien permaneció casado hasta su muerte. A Forsythe le sobreviven su hijo, dos hijas, seis nietos y cuatro bisnietos.
Desde 1991 posee una estrella en el paseo de la fama de Hollywood.
Forsythe fue tratado de cáncer de colon en el otoño de 2006, tras someterse a cirugía, se recuperó meses después.

### Muerte
Forsythe murió el 1 de abril de 2010, de una neumonía en Santa Ynez, California, a la edad de 92 años. Su viuda, Nicole, falleció cinco semanas después.